# Menthus californicus
Menthus californicus är en spindeldjursart som beskrevs av Chamberlin 1930. Menthus californicus ingår i släktet Menthus och familjen Menthidae. Inga underarter finns listade i Catalogue of Life.